# لیلا معلم
لیلا معلم (زاده ۱۱ بهمن ۱۳۷۳ برازجان) بازیکن فوتبال اهل ایران است که در تیم ملی فوتبال زنان ایران حضور دارد. از جمله باشگاه‌هایی که وی در آن بازی کرده می‌توان به باشگاه فوتبال زنان سارگل بوشهر اشاره کرد.

## زندگی
معلم متولد ۱۳۷۳ از شهر برازجان استان بوشهر است. از سنین کودکی در فجر شیراز شروع به بازی کرد و در تیم‌های فجر کنگان، ساحل گناوه، دلوارکشتی بوشهر، دانشگاه آزاد گناوه حضور داشت.
وی داری مدرک کارشناسی تربیت بدنی از دانشگاه آزاد گناوه است.

## حرفه

### ملی
در تیم ملی به عنوان مهاجم با شماره ۱۵ بازی می‌کند.

### باشگاهی
در باشگاه فوتبال زنان سارگل بوشهر در نقش مهاجم با شماره ۱۰ بازی می‌کند.